# Amplinus ater
Amplinus ater är en mångfotingart som först beskrevs av Peters 1864.  Amplinus ater ingår i släktet Amplinus och familjen Aphelidesmidae. Inga underarter finns listade i Catalogue of Life.